# بن داود (استان غلیزان)
بن داود (استان غلیزان) (به عربی: بن داود) یک شهرداری در الجزایر است که در ناحیه غلیزان واقع شده‌است. بن داود ۱۷٬۹۵۳ نفر جمعیت دارد.